# (6149) Pelčák
6149 Pelcak (1979 SS) – planetoida z pasa głównego asteroid okrążająca Słońce w ciągu 3,69 lat w średniej odległości 2,39 j.a. Odkryta 25 września 1979 roku.